# Johann Werner von Broich
Johann Werner von Broich (getauft 22. September 1675 in Aachen; † 10. April 1747 ebenda) war Schöffe und Bürgermeister der Reichsstadt Aachen.

## Leben
Johann Werner von Broich wurde am 22. September 1675 in Aachen getauft. Er stammte aus dem jülich’schen Uradelsgeschlecht von Broich und war der Sohn des Schöffe und mehrfachen Bürgermeisters Werner von Broich (1636–1731).
Am 8. Mai 1693 heiratete Johann Werner Richmodis Anna Margareta von Siegen.

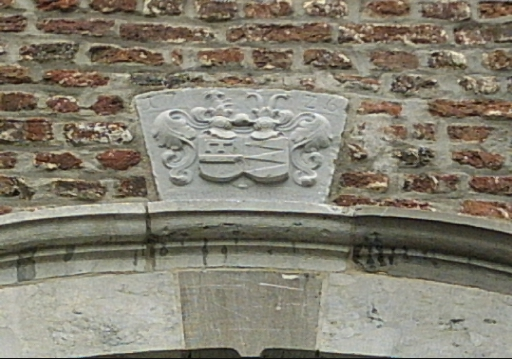
Allianzwappen von Johann Werner von Broich

Anfang 1715 wurde Johann Werner von Broich zum Schöffen gewählt, am 23. Februar dieses Jahres trat er in die Sternzunft ein, die die Standesvertretung der Aachener Schöffen bildete. Seine Wahl wurde zunächst für ungültig erklärt, da Vater und Sohn nicht gleichzeitig Schöffe sein konnten. Der Rücktritt seines damals etwa 80-jährigen Vaters beseitigte jedoch die Bedenken gegen die Wahl. Zwischen 1722 und 1746 war Johann Werner insgesamt dreizehnmal Schöffenbürgermeister, bis 1728 im zweijährigen Wechsel mit Johann Theodor Richterich, dann im zweijährigen Wechsel mit Alexander Theodor von Oliva.
Die Familie von Broich waren die Besitzer des ehemaligen Rittersitzes Broicher Hof im Eschweiler Stadtteil Dürwiß, wo über dem Torbogen das Allianzwappen von Johann Werner von Broich und seiner Frau eingemauert ist. Johann Werner von Broich starb am 10. April 1747 in Aachen und wurde am 12. April in St. Nikolaus beigesetzt.